# U-Turn
U-Turn (engelska: U Turn) är en fransk-amerikansk långfilm från 1997 i regi av Oliver Stone, med Sean Penn, Nick Nolte, Jennifer Lopez och Billy Bob Thornton i rollerna.

## Handling
Bobby Cooper (Sean Penn) drabbas av motorfel på sin bil, och blir fast i en liten håla långt ut i Mojaveöknen, där han blir involverad i ett triangeldrama, med Jake (Nick Nolte) och hans hustru Grace McKenna (Jennifer Lopez).

## Rollista
| Sean Penn          | – Bobby Cooper          |
| Jennifer Lopez     | – Grace McKenna         |
| Nick Nolte         | – Jake McKenna          |
| Powers Boothe      | – Sheriff Virgil Potter |
| Claire Danes       | – Jenny                 |
| Joaquin Phoenix    | – Toby N. Tucker (TNT)  |
| Jon Voight         | – Blind indian          |
| Billy Bob Thornton | – Darrell               |
| Abraham Benrubi    | – Biker #1              |
| Richard Rutowski   | – Biker #2              |
| Aida Linares       | – Jamilla               |
| Ilia Volokh        | – Sergei                |
| Valeri Nikolayev   | – Mr. Arkady            |
| Brent Briscoe      | – Boyd                  |
| Bo Hopkins         | – Ed                    |
| Julie Hagerty      | – Flo                   |